# Gollum-Schlangenkopffisch
Der Gollum-Schlangenkopffisch (Aenigmachanna gollum) ist eine Fischart aus der Verwandtschaft der Schlangenkopffische (Channidae), die in unterirdischen Gewässern der Westghats im südindischen Bundesstaat Kerala vorkommt. Die Art wurde erst im Mai 2019 beschrieben und nach Gollum, einer Figur aus J. R. R. Tolkien Fantasyroman Der Herr der Ringe, benannt. Da sie in zahlreichen morphologischen Merkmalen und auch genetisch von der asiatischen Schlangenkopffischgattung Channa und der afrikanischen Schlangenkopffischgattung Parachanna abweicht, wurde mit der Erstbeschreibung der Art die Gattung Aenigmachanna eingeführt und im September 2020 die eigenständige Familie Aenigmachannidae. Im Juli 2019 wurde mit Aenigmachanna mahabali eine weitere Art der damit nicht mehr monotypischen Gattung beschrieben.

## Merkmale
Der Holotyp hat eine Länge von 9,2 cm, 43 bis 44 Flossenstrahlen in der Afterflosse und 83 bis 85 Schuppen in einer mittleren Längsreihe auf den Körperseiten. Mit Poren versehene Seitenlinienschuppen fehlen. Der Fisch ist ungewöhnlich schlank. Seine Körperhöhe liegt nur bei etwas mehr als 11 % der Standardlänge. Die Kopflänge liegt bei etwa 21 % der Standardlänge und die Länge des Mauls beträgt ca. 60 % der Kopflänge. Wie die Schlangenkopffische hat Aenigmachanna gollum eine lange Rückenflosse, ein großes Maul und kann mit Hilfe des Suprabranchialorgans im Kiemenraum Luft atmen. Verglichen mit anderen Schlangenkopffischen ist der Gollum-Schlangenkopffisch ungewöhnlich schlank, fast aalartig, und hat damit auch mehr Schuppen in einer mittleren Längsreihe auf den Körperseiten und eine längere Afterflosse. Sogar die Fähigkeit, frei in der Wassersäule zu schweben, hat die Art verloren, eventuell als Anpassung an den unterirdische Lebensraum.
Über die Lebensweise des Gollum-Schlangenkopffisches ist kaum etwas bekannt. Die für die meisten übrigen der 250 bekannten unterirdisch lebenden Fische typischen Anpassungen wie eine Zurückbildung der Augen und die stärkere Herausbildung nicht optischer Sinne wie Tastsinn, Ferntastsinn oder Geruchssinn fehlen bei Aenigmachanna gollum. Lediglich die Pigmentierung ist gegenüber Schlangenkopffischen, die in Oberflächengewässern leben, etwas reduziert. Dies wird damit erklärt, dass die Art entweder in einer Übergangszone zwischen Oberflächen- und Untergrundgewässern lebt oder ihren unterirdischen Lebensraum erst vor einer relativ kurzen Zeit besiedelt hat.

## Belege
1. ↑  Ralf Britz: Der rätselhafte Gollumschlangenkopf – eine der spektakulärsten Fischentdeckungen der letzten Jahre? in Amazonas - Süßwasser-Aquaristik-Fachmagayin, Nr. 85 August/September 2019
2. ↑  Ralf Britz, Neelesh Dahanukar, V. K. Anoop, Siby Philip, Brett Clark, Rajeev Raghavan & Lukas Rüber: Aenigmachannidae, a new family of snakehead fishes (Teleostei: Channoidei) from subterranean waters of South India. Scientific Reports volume 10, Article number: 16081 (2020) doi: 10.1038/s41598-020-73129-6
3. ↑  Ravi, Charan; Basheer, V. S.; Kumar, Rahul G. (2019-07-17). Aenigmachanna mahabali, a new species of troglophilic snakehead (Pisces: Channidae) from Kerala, India. Zootaxa. 4638 (3): 410–418. doi:10.11646/zootaxa.4638.3.6
4. 1 2  Ralf Britz, V. K. Anoop, Neelesh Dahanukar und Rajeev Raghavan. 2019. The Subterranean Aenigmachanna gollum, A New Genus and Species of Snakehead (Teleostei: Channidae) from Kerala, South India. Zootaxa. 4603(2); 377–388. DOI: 10.11646/zootaxa.4603.2.10